# Крістіан Ківу
Крістіан Ківу (рум. Cristian Chivu, [kristiˈan ˈkivu], нар. 26 жовтня 1980, Решица) — румунський футболіст, що грав на позиції захисника.
Насамперед відомий виступами за «Аякс», «Рому» та «Інтернаціонале», а також національну збірну Румунії.

## Клубна кар'єра
Народився 26 жовтня 1980 року в місті Решица. Вихованець футбольної школи клубу «Решица». 
Дорослу футбольну кар'єру розпочав 1997 року в основній команді того ж клубу, в якій провів один сезон, взявши участь у 23 матчах чемпіонату.
Протягом 1998—1999 років захищав кольори клубу «Університатя» (Крайова).
Своєю грою за останню команду привернув увагу представників тренерського штабу «Аякса», до складу якого приєднався в серпні 1999 року. Відіграв за команду з Амстердама наступні чотири сезони своєї ігрової кар'єри. Більшість часу, проведеного у складі «Аякса», був основним гравцем захисту команди. За цей час виборов титул чемпіона Нідерландів, ставав володарем Кубка Нідерландів та володарем Суперкубка Нідерландів.
Влітку 2003 року уклав контракт з клубом «Рома», яка купила контракт футболіста за 21 млн. євро. У складі «вовків» провів наступні чотири роки своєї кар'єри гравця. Граючи у складі «Роми» також здебільшого виходив на поле в основному складі команди. За цей час додав до переліку своїх трофеїв титул володаря Кубка Італії.
До складу клубу «Інтернаціонале» приєднався 27 липня 2007 року, підписавши контракт на 5 років. За румунського захисника міланський клуб віддав 16 млн євро, а також гравця молодіжної збірної Італії Марко Андреоллі. 31 березня 2014 року контракт гравця, що вже довгий час не міг відновитися після перенесеної травми, з «Інтером» було розірвано за згодою сторін і того ж дня Ківу оголосив про завершення професійної футбольної кар'єри.

## Виступи за збірну
18 серпня 1999 року у віці 18 років дебютував в офіційних матчах у складі національної збірної Румунії. Всього за дванадцять років провів у формі головної команди країни провів 75 матчів, забивши 3 голи.
У складі збірної був учасником чемпіонату Європи 2000 року у Бельгії та Нідерландах та чемпіонату Європи 2008 року в Австрії та Швейцарії.
| Дата       | Місто      | Господарі            | Результат | Гості                | Турнір                | Голи | Примітки |
| ---------- | ---------- | -------------------- | --------- | -------------------- | --------------------- | ---- | -------- |
| 18/09/1999 | Лімасол    | Кіпр                 | 2 – 2     | Румунія              | товариський матч      | -    |          |
| 26/04/2000 | Констанца  | Румунія              | 2 – 0     | Кіпр                 | товариський матч      | -    |          |
| 27/05/2000 | Амстердам  | Нідерланди           | 2 – 1     | Румунія              | товариський матч      | -    |          |
| 31/05/2000 | Бухарест   | Румунія              | 2 – 1     | Греція               | товариський матч      | -    |          |
| 12/06/2000 | Льєж       | Німеччина            | 1 – 1     | Румунія              | ЧЄ 2000 - 1-й етап    | -    |          |
| 17/06/2000 | Арнем      | Румунія              | 0 – 1     | Португалія           | ЧЄ 2000 - 1-й етап    | -    |          |
| 20/06/2000 | Шарлеруа   | Англія               | 2 – 3     | Румунія              | ЧЄ 2000 - 1-й етап    | 1    |          |
| 24/06/2000 | Брюссель   | Італія               | 2 – 0     | Румунія              | ЧЄ 2000 - чвертьфінал | -    |          |
| 16/08/2000 | Бухарест   | Румунія              | 1 – 1     | Польща               | товариський матч      | -    |          |
| 03/09/2000 | Бухарест   | Румунія              | 1 – 0     | Литва                | Відбір до ЧС 2002     | -    |          |
| 06/10/2000 | Мілан      | Італія               | 3 – 0     | Румунія              | Відбір до ЧС 2002     | -    |          |
| 28/02/2001 | Нікосія    | Румунія              | 3 – 0     | Литва                | товариський матч      | -    |          |
| 28/03/2001 | Тбілісі    | Грузія               | 0 – 2     | Румунія              | Відбір до ЧС 2002     | -    |          |
| 02/06/2001 | Бухарест   | Румунія              | 2 – 0     | Угорщина             | Відбір до ЧС 2002     | -    |          |
| 06/06/2001 | Каунас     | Литва                | 1 – 2     | Румунія              | Відбір до ЧС 2002     | -    |          |
| 15/08/2001 | Любляна    | Словенія             | 2 – 2     | Румунія              | товариський матч      | -    |          |
| 05/09/2001 | Будапешт   | Угорщина             | 0 – 2     | Румунія              | Відбір до ЧС 2002     | -    |          |
| 10/11/2001 | Любляна    | Словенія             | 2 – 1     | Румунія              | Відбір до ЧС 2002     | -    |          |
| 14/11/2001 | Бухарест   | Румунія              | 1 – 1     | Словенія             | Відбір до ЧС 2002     | -    |          |
| 13/02/2002 | Париж      | Франція              | 2 – 1     | Румунія              | товариський матч      | -    |          |
| 27/03/2002 | Констанца  | Румунія              | 4 – 1     | Україна              | товариський матч      | -    |          |
| 21/08/2002 | Констанца  | Румунія              | 0 – 1     | Греція               | товариський матч      | -    |          |
| 07/09/2002 | Сараєво    | Боснія і Герцеговина | 0 – 3     | Румунія              | Відбір до ЧЄ 2004     | 1    |          |
| 12/10/2002 | Бухарест   | Румунія              | 0 – 1     | Норвегія             | Відбір до ЧЄ 2004     | -    |          |
| 20/11/2002 | Тімішоара  | Румунія              | 0 – 1     | Хорватія             | товариський матч      | -    |          |
| 12/02/2003 | Ларнака    | Румунія              | 2 – 1     | Словаччина           | товариський матч      | -    |          |
| 29/03/2003 | Бухарест   | Румунія              | 2 – 5     | Данія                | Відбір до ЧЄ 2004     | -    |          |
| 30/04/2003 | Каунас     | Литва                | 0 – 1     | Румунія              | Відбір до ЧЄ 2004     | -    |          |
| 07/06/2003 | Крайова    | Румунія              | 2 – 0     | Боснія і Герцеговина | Відбір до ЧЄ 2004     | -    |          |
| 11/06/2003 | Осло       | Норвегія             | 1 – 1     | Румунія              | Відбір до ЧЄ 2004     | -    |          |
| 20/08/2003 | Донецьк    | Україна              | 0 – 2     | Румунія              | товариський матч      | -    |          |
| 06/09/2003 | Плоєшті    | Румунія              | 4 – 0     | Люксембург           | Відбір до ЧЄ 2004     | -    |          |
| 10/09/2003 | Копенгаген | Данія                | 2 – 2     | Румунія              | Відбір до ЧЄ 2004     | -    |          |
| 11/10/2003 | Бухарест   | Румунія              | 1 – 1     | Японія               | товариський матч      | -    |          |
| 31/03/2004 | Глазго     | Шотландія            | 1 – 2     | Румунія              | товариський матч      | 1    |          |
| 28/04/2004 | Бухарест   | Румунія              | 5 – 1     | Німеччина            | товариський матч      | -    |          |
| 26/03/2005 | Бухарест   | Румунія              | 0 – 2     | Нідерланди           | Відбір до ЧС 2006     | -    |          |
| 30/03/2005 | Скоп'є     | Північна Македонія   | 1 – 2     | Румунія              | Відбір до ЧС 2006     | -    |          |
| 04/06/2005 | Роттердам  | Нідерланди           | 2 – 0     | Румунія              | Відбір до ЧС 2006     | -    |          |
| 08/06/2005 | Констанца  | Румунія              | 3 – 0     | Вірменія             | Відбір до ЧС 2006     | -    |          |
| 17/08/2005 | Констанца  | Румунія              | 2 – 0     | Андорра              | Відбір до ЧС 2006     | -    |          |
| 03/09/2005 | Констанца  | Румунія              | 2 – 0     | Чехія                | Відбір до ЧС 2006     | -    |          |
| 01/03/2006 | Ларнака    | Румунія              | 2 – 0     | Словенія             | товариський матч      | -    |          |
| 16/08/2006 | Констанца  | Румунія              | 2 – 0     | Кіпр                 | товариський матч      | -    |          |
| 02/09/2006 | Констанца  | Румунія              | 2 – 2     | Болгарія             | Відбір до ЧЄ 2008     | -    |          |
| 06/09/2006 | Тирана     | Албанія              | 0 – 2     | Румунія              | Відбір до ЧЄ 2008     | -    |          |
| 07/10/2006 | Бухарест   | Румунія              | 3 – 1     | Білорусь             | Відбір до ЧЄ 2008     | -    |          |
| 15/11/2006 | Кадіс      | Іспанія              | 0 – 1     | Румунія              | товариський матч      | -    |          |
| 02/06/2007 | Цельє      | Словенія             | 1 – 2     | Румунія              | Відбір до ЧЄ 2008     | -    |          |
| 06/06/2007 | Тімішоара  | Румунія              | 2 – 0     | Словенія             | Відбір до ЧЄ 2008     | -    |          |
| 22/08/2007 | Бухарест   | Румунія              | 2 – 0     | Туреччина            | товариський матч      | -    |          |
| 08/09/2007 | Мінськ     | Білорусь             | 1 – 3     | Румунія              | Відбір до ЧЄ 2008     | -    |          |
| 12/09/2007 | Кельн      | Німеччина            | 3 – 1     | Румунія              | товариський матч      | -    |          |
| 13/10/2007 | Констанца  | Румунія              | 1 – 0     | Нідерланди           | Відбір до ЧЄ 2008     | -    |          |
| 17/10/2007 | Люксембург | Люксембург           | 0 – 2     | Румунія              | Відбір до ЧЄ 2008     | -    |          |
| 17/11/2007 | Софія      | Болгарія             | 1 – 0     | Румунія              | Відбір до ЧЄ 2008     | -    |          |
| 06/02/2008 | Тель-Авів  | Ізраїль              | 1 – 0     | Румунія              | товариський матч      | -    |          |
| 26/03/2008 | Бухарест   | Румунія              | 3 – 0     | Росія                | товариський матч      | -    |          |
| 31/05/2008 | Бухарест   | Румунія              | 4 – 0     | Чорногорія           | товариський матч      | -    |          |
| 09/06/2008 | Цюрих      | Румунія              | 0 – 0     | Франція              | ЧЄ 2008 - 1-й етап    | -    |          |
| 13/06/2008 | Цюрих      | Італія               | 1 – 1     | Румунія              | ЧЄ 2008 - 1-й етап    | -    |          |
| 17/06/2008 | Берн       | Нідерланди           | 2 – 0     | Румунія              | ЧЄ 2008 - 1-й етап    | -    |          |
| 11/10/2008 | Констанца  | Румунія              | 2 – 2     | Франція              | Відбір до ЧС 2010     | -    |          |
| Усього     |            | Матчів               | 59        |                      | Голів                 | 3    |          |

## Статистика виступів

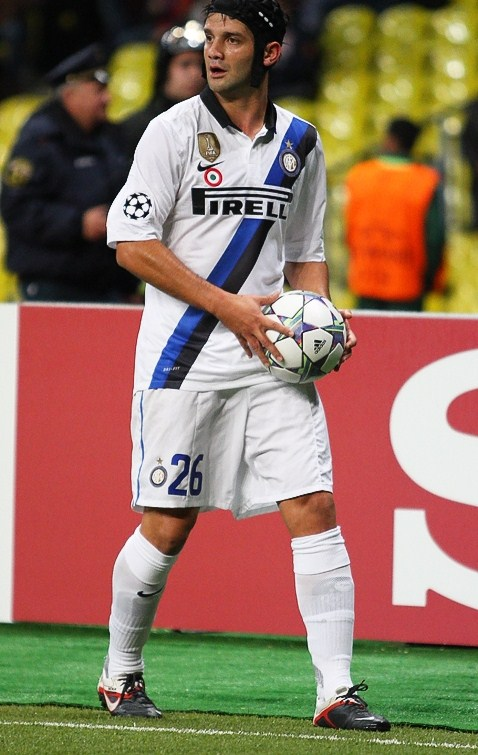
Крістіан Ківу 2011 року у формі «Інтернаціонале»

## Титули і досягнення

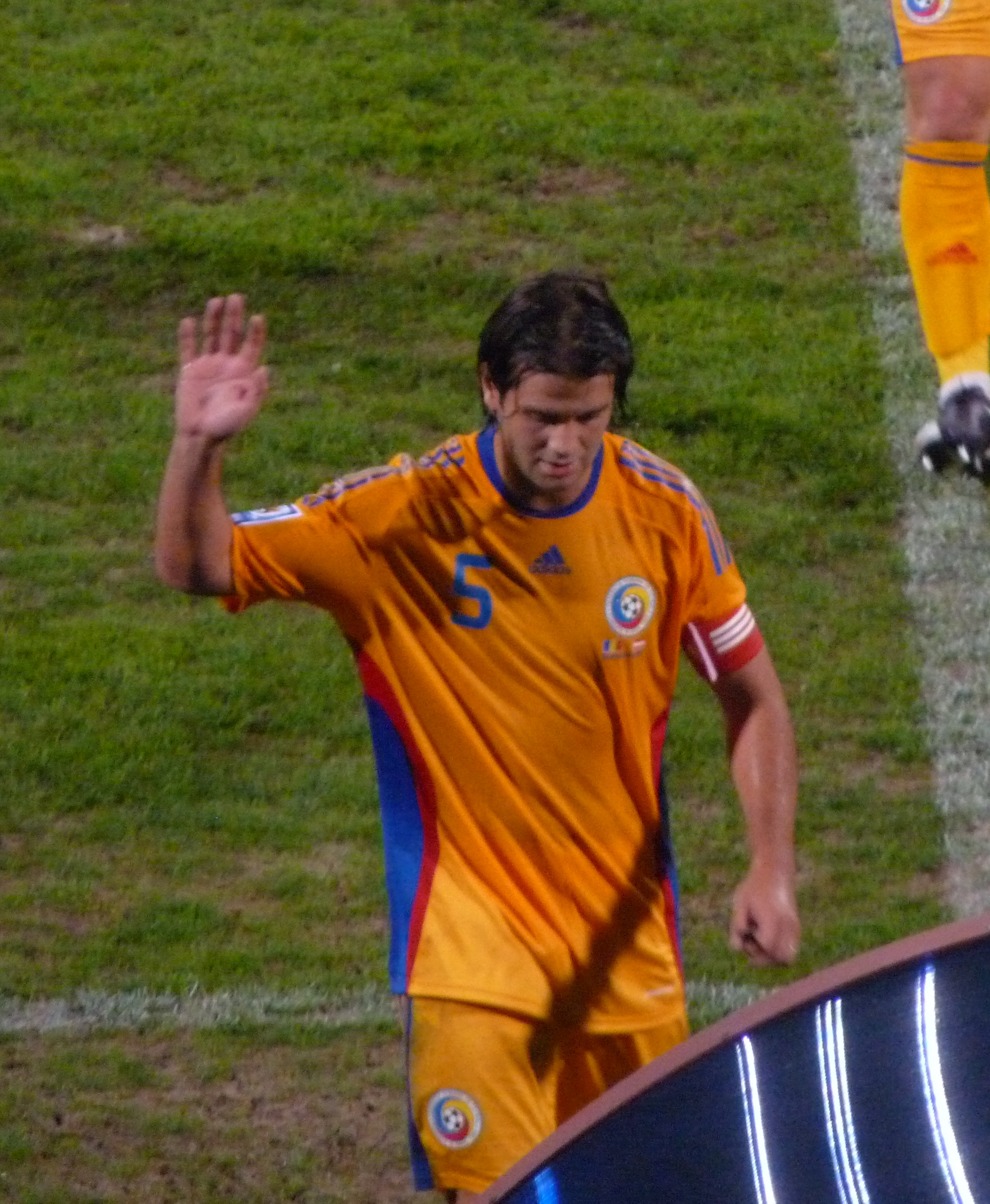
Крістіан Ківу 2009 року у формі збірної Румунії

### Командні
- Чемпіон Нідерландів (1):

«Аякс»: 2001-02
- Володар Кубка Нідерландів (1):

«Аякс»: 2001-02
- Володар Суперкубка Нідерландів (1):

«Аякс»: 2002
- Чемпіон Італії (3):

«Інтернаціонале»: 2007-08, 2008-09, 2009-10
- Володар Кубка Італії (3):

«Рома»: 2006-07
«Інтернаціонале»: 2009-10, 2010-11
- Володар Суперкубка Італії (2):

«Інтернаціонале»: 2008, 2010
- Переможець Ліги чемпіонів УЄФА (1):

«Інтернаціонале»: 2009-10
- Переможець клубного чемпіонату світу (1):

«Інтернаціонале»: 2010

### Особисті
- Гравець року в Румунії: 2000, 2002, 2009, 2010
- Володар нідерландського «Золотого бутсу»: 2002
- Гравець команди року за версією УЄФА: 2002